# Théo Valls
Pour les articles homonymes, voir Valls (homonymie).
Théo Valls, né le 18 décembre 1995 à Nîmes, est un footballeur français. Il évolue actuellement au poste de milieu de terrain à Grenoble Foot 38.
Son frère Luca est également formé au Nîmes Olympique.

## Carrière
Theo Valls joue son premier match en Ligue 2 le 23 septembre 2014 contre La Berrichonne de Châteauroux. Il remplace Féthi Harek à la mi-temps. Le match se termine par une victoire de son équipe un but à zéro à domicile.
À la fin de son contrat le liant au Nîmes Olympique à l'issue de la saison 2019-2020, il ne prolonge pas et se retrouve libre de tout contrat.
Il s'engage le 22 septembre 2020 au Servette FC pour une durée de trois ans. Il inscrit son premier but le 2 décembre 2020 face au FC Zurich en délivrant son équipe à la 90+4' et permet au Servette FC de l’emporter deux buts à un.
Le 26 octobre 2023, il rejoint le Grenoble Foot 38 libre de tout contrat.

## Statistiques
Le tableau ci-dessous retrace la carrière de Théo Valls depuis ses débuts :
| Saison                | Club                  | Championnat           | Championnat | Championnat | Coupe nationale | Coupe nationale | Coupe de la Ligue | Coupe de la Ligue | Compétition(s) continentale(s) | Compétition(s) continentale(s) | Compétition(s) continentale(s) | Total | Total |
| Saison                | Club                  | Division              | M.          | B.          | M.              | B.              | M.                | B.                | Comp.                          | M.                             | B.                             | M.    | B.    |
| 2014-2015             | Nîmes Olympique       | Ligue 2               | 5           | 0           | 1               | 0               | 1                 | 0                 | -                              | -                              | -                              | 7     | 0     |
| 2015-2016             | Nîmes Olympique       | Ligue 2               | 22          | 0           | 2               | 0               | 1                 | 0                 | -                              | -                              | -                              | 25    | 0     |
| 2016-2017             | Nîmes Olympique       | Ligue 2               | 32          | 2           | 1               | 0               | 1                 | 0                 | -                              | -                              | -                              | 34    | 2     |
| 2017-2018             | Nîmes Olympique       | Ligue 2               | 33          | 1           | 3               | 2               | 1                 | 0                 | -                              | -                              | -                              | 37    | 3     |
| 2018-2019             | Nîmes Olympique       | Ligue 1               | 30          | 0           | 1               | 0               | 2                 | 0                 | -                              | -                              | -                              | 33    | 0     |
| 2019-2020             | Nîmes Olympique       | Ligue 1               | 23          | 1           | 1               | 0               | -                 | -                 | -                              | -                              | -                              | 24    | 1     |
| Sous-total            | Sous-total            | Sous-total            | 145         | 4           | 9               | 2               | 6                 | 0                 | -                              | -                              | -                              | 160   | 6     |
| 2020-2021             | Servette FC           | Super League          | 33          | 4           | 2               | 0               | -                 | -                 | -                              | -                              | -                              | 35    | 4     |
| 2021-2022             | Servette FC           | Super League          | 32          | 1           | 3               | 1               | -                 | -                 | C4                             | 2                              | 0                              | 37    | 2     |
| 2022-2023             | Servette FC           | Super League          | 26          | 3           | 4               | 0               | -                 | -                 | -                              | -                              | -                              | 30    | 3     |
| Sous-total            | Sous-total            | Sous-total            | 91          | 8           | 9               | 1               | -                 | -                 | -                              | 2                              | 0                              | 102   | 9     |
| 2023-2024             | Grenoble Foot 38      | Ligue 2               | 26          | 3           | 1               | 0               | -                 | -                 | -                              | -                              | -                              | 27    | 3     |
| 2024-2025             | Grenoble Foot 38      | Ligue 2               | 28          | 4           | 2               | 1               | -                 | -                 | -                              | -                              | -                              | 30    | 5     |
| 2025-2026             | Grenoble Foot 38      | Ligue 2               | 2           | 0           | -               | -               | -                 | -                 | -                              | -                              | -                              | 2     | 0     |
| Sous-total            | Sous-total            | Sous-total            | 56          | 7           | 3               | 1               | -                 | -                 | -                              | -                              | -                              | 59    | 8     |
| Total sur la carrière | Total sur la carrière | Total sur la carrière | 292         | 19          | 21              | 4               | 6                 | 0                 | -                              | 2                              | 0                              | 321   | 23    |

## Palmarès
Il est vice-champion de Ligue 2 en 2018 avec le Nîmes Olympique.
Avec le Servette FC, il est vice-champion de Suisse en 2023.